# Collorhabdium williamsoni
Collorhabdium williamsoni är en ormart som beskrevs av Smedley 1931. Collorhabdium williamsoni är ensam i släktet Collorhabdium som ingår i familjen snokar. IUCN kategoriserar arten globalt som livskraftig. Inga underarter finns listade i Catalogue of Life.
Denna orm förekommer i bergstrakter på Malackahalvön. Den vistas i regioner som ligger 1100 till 1550 meter över havet. Arten lever i regnskogar och gräver delvis i marken. Ormen är med en längd mindre än 75 cm liten. Artepitet i det vetenskapliga namnet hedrar K. B. Williamson som gav stöd åt auktoren Norman Smedley.